# TRDMT1
TRDMT1 (англ. TRNA aspartic acid methyltransferase 1) – білок, який кодується однойменним геном, розташованим у людей на короткому плечі 10-ї хромосоми. Довжина поліпептидного ланцюга білка становить 391 амінокислот, а молекулярна маса — 44 597.
| 10         |  | 20         |  | 30         |  | 40         |  | 50         |
| ---------- |  | ---------- |  | ---------- |  | ---------- |  | ---------- |
| MEPLRVLELY |  | SGVGGMHHAL |  | RESCIPAQVV |  | AAIDVNTVAN |  | EVYKYNFPHT |
| QLLAKTIEGI |  | TLEEFDRLSF |  | DMILMSPPCQ |  | PFTRIGRQGD |  | MTDSRTNSFL |
| HILDILPRLQ |  | KLPKYILLEN |  | VKGFEVSSTR |  | DLLIQTIENC |  | GFQYQEFLLS |
| PTSLGIPNSR |  | LRYFLIAKLQ |  | SEPLPFQAPG |  | QVLMEFPKIE |  | SVHPQKYAMD |
| VENKIQEKNV |  | EPNISFDGSI |  | QCSGKDAILF |  | KLETAEEIHR |  | KNQQDSDLSV |
| KMLKDFLEDD |  | TDVNQYLLPP |  | KSLLRYALLL |  | DIVQPTCRRS |  | VCFTKGYGSY |
| IEGTGSVLQT |  | AEDVQVENIY |  | KSLTNLSQEE |  | QITKLLILKL |  | RYFTPKEIAN |
| LLGFPPEFGF |  | PEKITVKQRY |  | RLLGNSLNVH |  | VVAKLIKILY |  | E          |

A: Аланін

C: Цистеїн

D: Аспарагінова кислота

E: Глутамінова кислота

F: Фенілаланін

G: Гліцин

H: Гістидин

I: Ізолейцин

K: Лізин

L: Лейцин

M: Метіонін

N: Аспарагін

P: Пролін

Q: Глутамін

R: Аргінін

S: Серин

T: Треонін

V: Валін

Кодований геном білок за функціями належить до трансфераз, метилтрансфераз. 
Задіяний у таких біологічних процесах, як процесинг тРНК, альтернативний сплайсинг. 
Білок має сайт для зв'язування з РНК, S-аденозил-L-метіоніном. 
Локалізований у ядрі.